# Scheibenbach (Schloitzbach)
Der Scheibenbach ist ein rechter Zufluss zum Schloitzbach in Tharandt, Sachsen. 

## Verlauf
Der Scheibenbach entspringt nördlich des Hartheberges auf einer Wiese zwischen Spechtshausen und Fördergersdorf in der Gemarkung Fördergersdorf. Der Bach fließt anfänglich nach Osten, nimmt aber recht bald nordöstliche Richtung. In einer baumbestandenen Talmulde fließt er östlich an Fördergersdorf vorbei und nimmt dort den Fördergersdorfer Bach auf, der u. a. vom Harthbrunnen am Hartheberg gespeist wird. Von da an bildet der Scheibenbach bis zur Mündung die Gemarkungsgrenze zwischen Fördergersdorf und Hintergersdorf. Zwischen der Keule und dem Scheibenberg ändert der Bach seine Richtung nach Norden. In seinem Unterlauf nimmt der Bach östliche Richtung und umfließt den Scheibenberg nördlich. Nach 3,4 km mündet der Scheibenbach südlich des Tannenberges am Ende des Hintergersdorfer Schenkweges, als Ausläufer der Erbgerichtsgasse, in den Schloitzbach; dem in unmittelbarer Nähe von links auch der Großopitzbach zufließt.
Das gesamte Tal des Scheibenbaches ist nicht besiedelt. Von Fördergersdorf führt bachabwärts die Kreisstraße 9072 durch das Scheibenbachtal.

## Zuflüsse
- Fördergersdorfer Bach (l)